# Minami Takahashi
Minami Takahashi (高橋 みなみ?, Takahashi Minami; Tokyo, 8 aprile 1991) è una cantante, attrice e personaggio televisivo giapponese, ex componente e leader del gruppo idol AKB48, nonché general manager dell'intero 48group.
Ha fatto parte inoltre del sottogruppo No3b insieme ad Haruna Kojima e Minami Minegishi.
Soprannominata Takamina (たかみな?), da solista ha pubblicato l'album Aishite mo ii desu ka? nel 2016.

## Biografia

### Con le AKB48
Nell'agosto 2005, Takahashi prende parte alla 30ª edizione del concorso per giovani talenti indetto dall'agenzia Horipro, riuscendo a piazzarsi tra i primi quindici finalisti. Nell'ottobre dello stesso anno partecipa alle prime audizioni del gruppo idol delle AKB48, venendo scelta tra circa 8.000 ragazze per andare a formare il Team A. Il suo debutto con il gruppo risale all'8 dicembre 2005.
Nel gennaio 2007, con la graduation di Ayami Orii, eredita il ruolo di leader del gruppo. Sei mesi più tardi firma un contratto con l'agenzia Ogi Production, al pari delle colleghe Haruna Kojima e Minami Minegishi, con le quali andrà a formare il sottogruppo delle No3b. Con loro recita altresì nel dorama del 2008 della TV Tokyo Mendol: Ikemen idol. Nello stesso anno raggiunge anche le 500 esibizioni in teatro con le AKB48.
Nel 2009 viene nominata capitano del Team A, ruolo che cederà nel 2012 a Mariko Shinoda per rivestire la posizione di general manager (総監督?, sōkantoku) delle AKB48 e di tutti i relativi sottogruppi.
L'8 dicembre 2014 annuncia la sua graduation dalle AKB48, inizialmente prevista per l'anno seguente in occasione del decimo anniversario del gruppo e poi posticipata fino all'aprile del 2016. Yui Yokoyama erediterà il suo ruolo di general manager.
Nella sua carriera decennale con le AKB48, Takahashi è emersa come una dei membri più rappresentativi del gruppo, partecipando regolarmente ai relativi progetti mediatici, inclusi singoli, album e programmi televisivi, ed affermandosi come una delle idol di maggior fama in Giappone. Nel marzo 2011 si sarebbe dovuta tenere una serie di concerti alla Yokohama Arena dal titolo Takamina ni tsuite ikimasu (たかみなについて行きます? "Seguiremo Takamina"), ma il progetto fu annullato a causa del terremoto e maremoto del Tōhoku.

### Carriera da solista
Nel 2013 debutta come solista sotto l'etichetta Nayutawave Records con il singolo Jane Doe, la cui title track viene scelta come team musicale del dorama della Fuji TV Saki, con protagonista Yukie Nakama.
Nel 2016 pubblica il suo primo album dal titolo Aishite mo ii desu ka?. Il disco vede la collaborazione in qualità di produttori di Yasushi Akimoto, Billy Steinberg, Josh Alexander, Noriyuki Makihara, Toshihiko Takamizawa, Masatoshi Mashima e Carly Rae Jepsen.

## Discografia

### Da solista

#### Album
- 2016 - Aishite mo ii desu ka?

#### Singoli
- 2013 - Jane Doe

### Con le AKB48

#### Album
- 2008 - Set List: Greatest Songs 2006–2007
- 2010 - Kamikyokutachi
- 2011 - Koko ni ita koto
- 2012 - 1830m
- 2013 - Tsugi no ashiato
- 2015 - Koko ga Rhodes da, koko de tobe!
- 2015 - 0 to 1 no aida

#### Singoli
- 2006 - Aitakatta
- 2007 - Seifuku ga jama o suru
- 2007 - Keibetsu shiteita aijō
- 2007 - Bingo!
- 2007 - Boku no taiyō
- 2007 - Yūhi o miteiru ka?
- 2008 - Romance, irane
- 2008 - Sakura no hanabiratachi 2008
- 2008 - Baby! Baby! Baby!
- 2008 - Ōgoe diamond
- 2009 - 10nen zakura
- 2009 - Namida surprise!
- 2009 - Iiwake Maybe
- 2009 - River
- 2010 - Sakura no shiori
- 2010 - Ponytail to shushu
- 2010 – Heavy Rotation
- 2010 – Beginner
- 2010 – Chance no Junban
- 2011 – Sakura no ki ni narō
- 2011 – Dareka no tame ni (What Can I Do for Someone?)
- 2011 – Everyday, Katyusha
- 2011 – Flying Get
- 2011 – Kaze wa fuiteiru
- 2011 – Ue kara Mariko
- 2012 – Give Me Five!
- 2012 – Manatsu no Sounds Good!
- 2012 – Gingham Check
- 2012 – Uza
- 2012 – Eien Pressure
- 2013 – So Long!
- 2013 – Sayonara Crawl
- 2013 – Koisuru Fortune Cookie
- 2013 – Heart ereki
- 2014 – Kimi no hohoemi o yume ni miru
- 2014 – Mae shika mukanee
- 2014 – Labrador Retriever
- 2014 – Kokoro no Placard
- 2014 – Kibō-teki Refrain
- 2015 – Green Flash
- 2015 – Bokutachi wa tatakawanai
- 2015 - Halloween Night
- 2015 - Kuchibiru ni Be My Baby

### Con le No3b

#### Album
- 2011 - No Sleeves

## Filmografia

### Cinema
- Densen uta (伝染歌?), regia di Masato Harada (2007)
- I Puffi 2 (The Smurfs 2), regia di Raja Gosnell (2013) - voce di Puffetta[14]
- Yume Haruka (ゆめはるか?), regia di Toshihiro Gotō (2014)
- Shingeki no kyojin - Attack on Titan (進撃の巨人 ATTACK ON TITAN?), regia di Shinji Higuchi (2015)

### Serie televisive
- Desu yo ne. (ですよねぇ。?), episodi 6, 10, 11 (TBS, 2006)
- Joshideka! - Joshi keiji (ジョシデカ!-女子刑事-?), episodio 2 (TBS, 2007)
- Saitō-san (斉藤さん?) (NTV, 2008)
- Mendol: Ikemen idol (メン☆ドル 〜イケメンアイドル〜?) (TV Tokyo, 2008)
- Kochira Katsushika-ku Kameari kōen-mae hashutsujo (こちら葛飾区亀有公園前派出所?), episodio 6 (TBS, 2009)
- Majisuka Gakuen (マジすか学園?), episodio 5 (TV Tokyo, 2010)
- Majisuka Gakuen 2 (マジすか学園2?), episodio 7 (TV Tokyo, 2010)
- Hunter: Sono onnatachi, shōkin kasegi (HUNTER〜その女たち、賞金稼ぎ〜?), episodio 9 (KTV, 2011)
- Majisuka Gakuen 4 (マジすか学園4?) (NTV, 2015)
- Majisuka Gakuen 5 (マジすか学園5?) (NTV, 2015)

## Televisione
- AKBingo! (NTV, dal 2008 - in corso)
- Omoikkiri Don! (おもいッきりDON!?) (NTV, 2009)
- AKB48 nemōsu terebi (AKB48ネ申テレビ?) (Family Gekijō, dal 2008 - in corso, stagioni 1-4, 12, 14, 16-19)
- Shūkan AKB (週刊AKB?) (TV Tokyo, 2009-2012)
- Mujack (ミュージャック?) (KTV, dal 2010 - in corso, conduttrice)
- AKB to xx! (AKBと××!?) (Yomiuri TV, dal 2010 - in corso)
- Pon! (NTV, 2010-2011)
- Ariyoshi AKB kyōwakoku (有吉AKB共和国?) (TBS, dal 2010 - in corso)
- Naruhodo! High school (なるほど!ハイスクール?) (NTV, 2010-2011)
- AKB grade gourmet stadium (AKB-級グルメスタジアム?) (Foodies TV, 2011)
- AKB48 konto "Bimyō" (AKB48コント「びみょ〜」?) (Hikari TV, 2011-2012)
- Shin Dōmoto kyōdai (新堂本兄弟?) (Fuji TV, 2011-2014)
- Bimyō na tobira AKB48 no gachichare (びみょ〜な扉 AKB48のガチチャレ?) (Hikari TV, 2012-2013)
- Snack kissa eden (スナック喫茶エデン?) (Fuji TV, 2012-2013)
- AKB usagi dōjō (AKB子兎道場?) (TV Tokyo, 2012-2014)
- Ijime o knock-out (いじめをノックアウト?, Ijime o nokkuauto) (NHK Edu, dal 2013 - in corso, conduttrice)
- AKB48 konto "Nani mo soko made..." (AKB48コント「何もそこまで…」?) (Hikari TV, 2013-2014)
- AKB48 Show! (NHK, dal 2013 - in corso)
- Ren'ai sōsenkyō (恋愛総選挙?) (Fuji TV, 2014)
- Mirai monster (ミライ☆モンスター?, Mirai☆monsutā) (Fuji TV, dal 2014 - in corso, conduttrice)
- AKB shirabe (AKB調べ?) (Fuji TV, 2014-2015)
- Bokura ga kangaeru yoru (僕らが考える夜?) (Fuji TV, 2015)